# Челенца-суль-Триньо
Челенца-суль-Триньо (итал. Celenza sul Trigno) — коммуна в Италии, расположена в регионе Абруццо, подчиняется административному центру Кьети.
Население составляет 1093 человека, плотность населения составляет 50 чел./км². Занимает площадь 22 км². Почтовый индекс — 60050. Телефонный код — 0873.
Покровителем населённого пункта считается святой Донат из Ареццо. Праздник ежегодно празднуется 7 августа.